# Jastrowie Miasto
Jastrowie Miasto – przystanek kolejowy w Jastrowiu, w województwie wielkopolskim, w Polsce, na linii kolejowej nr 405, łączącej stację Piła Główna z Ustką. Przystanek został oddany do użytku 22 września 2024 roku.